# عبير عادل جابر
عبير عادل جابر (مواليد لبنان في العام 1974), واحدة من إعلاميات لبنانيات وكاتبة لبنانية تعمل حالياً مديرة الإعلام في شركة «جيم للإعلانات»، وكانت سابقاً مسؤولة عن قسمي الإعلام والتدريب في "منظمة الخليج للاستشارات الصناعية" (جويك)، إلى جانب كتاباتها في السفير (صحيفة)، والوطن السعودية (صحيفة) والشرق الأوسط (صحيفة) والحياة (صحيفة) وصحيفة إيلاف الإلكترونية والعرب القطرية (صحيفة) وقناة الجزيرة للأطفال في قطر ومكتب قناة الحرة الفضائية في بيروت. مقيمة منذ العام 2007 في دولة قطر، وهي متأهلة ولديها ابنتان.
وكانت قد شغلت العديد من المهام في وساٸل إعلام عدة لبنانية وعربية وعالمية.

## البداية
ولدت عبير جابر في مدينة الغبيري في ساحل المتن الجنوبي في جبل لبنان (محافظة)، لوالد عمل سابقاً في الصحافة وانصرف لاحقاً لإدارة مكتبته. وبعد أقل من سنة على ولادتها اشتعلت الحرب الأهلية اللبنانية (1975)، وبدأت رحلة التهجير مع عائلتها بين شياح وبحمدون وبيروت. أصيب والدها من جراء قذيفة استهدفت منزلهم مطلع الحرب مما أدى لبقائهم فترة طويلة في رحلة تهجير قسرية.

## الدراسة
```
كانت خلال سنوات الروضة شاهدة على البذور الأولى للحرب الأهلية اللبنانية، فقد تعرضت الحافلة التي كانت تقلها مع شقيقيها وابن عمتها وأبناء الجيران للقصف مما أدى لسقوط العديد منهم قتلى وجرحى، وهي نفسها أصيبت بشظايا قذيفة في رجليها مما استدعى خضوعها لعلاج طويل لنزع هذه الشظايا. تركت هذه الحادثة أثراً بارزاً في حياتها، ولاحقا كتبت عنها مقالات عدة، أظهرت فيها بشاعة الحروب والفظائع التي تخلفها.
```

استهوتها القراءة والكتابة منذ صغرها، وكان للصحف والمجلات حضوراً قوياً في حياتها، وقد ساعدها مجال عمل والدها في إثراء ميولها الإعلامية، وذلك بحكم وجود الصحف والمجلات بين يديها في كل الأوقات، خصوصاً أن فترة مراهقتها كانت في ذروة المعارك بين الفرقاء اللبنانيين المتناحرين، وكان للصحف جمهورها العريض وهي منهم.
اختارت تخصص العلوم الاختبارية في دراستها الثانوية، وكانت تخطط للتوجه نحو دراسة هندسة الديكور، لكن الظروف أجبرتها على التخلي عن هذا المخطط، فاستعاضت عنه بالحلم البديل وهو الإعلام، حيث كانت في السنة الأخيرة قد أعدت مخططاً لمجلة حائط في الثانوية وحضرت المواد الخاصة به بنفسها.

## المرحلة الجامعية
التحقت عام 1993 بـ كلية الإعلام والتوثيق في الجامعة اللبنانية، ونالت الإجازة الجامعية في العلاقات العامة والإعلانات بدرجة حسن عام 1997، وخلال دراستها كتبت العديد من المقالات في صحيفة «نهار الشباب» وهي ملحق متخصص بالشباب والجامعات أطلقته جريدة «النهار» اللبنانية اليومية الصادرة في بيروت، إلى جانب مقالات بحثية في مجلة «شمس».
وبعد تخرجها بأيام قليلة التحقت بالعمل الصحافي في صحيفة "السفير" التي تعد من أبرز الصحف اللبنانية، حيث استطاعت تحقيق نقلة نوعية في مهاراتها الصحافية وأثبتت وجودها بين الصحافيين المخضرمين.
خلال عملها استطاعت عبير عادل جابر أن تنجز حلماً آخر وهو الدراسات العليا، ففي العام الجامعي 2000-2001 نالت دبلوم دراسات عليا متخصصة في الصحافة DESS، من الجامعة اللبنانية- كلية الإعلام والتوثيق، والمعهد الفرنسي للصحافة IFP في جامعة باريس الثانية Paris II و مركز تأهيل وتدريب الصحافيين في فرنسا CFPJ، وهو يتضمن دروساً نظرية وتطبيقية في أسس وأساليب الصحافة الفرونكوفونية المقرؤة والمسموعة والمرئية والترجمة والتعريب بإشراف أساتذة وصحافيين لبنانيين وفرنسيين، وقدمت أطروحة حول «الموضوعية في وسائل الإعلام عندما تكون ملكاً للسياسيين - دراسة حالة صحيفة المستقبل اللبنانية»، وحصلت على علامة خمسة عشر من أصل عشرين.

## المسيرة المهنيّة
2020 كتابة مسرحية «لبيروت» التي تناولت وضع المغتربين اللبنانيين وحنينهم إلى بلدهم. عرضت المسرحية في مركز وتر للموسيقى والفنون في دولة قطر.https://www.youtube.com/watch?v=uaFm4amPYFA
2020- حتى الآن مديرة الإعلام والتحرير في شركة «جيم للإعلانات».
آب 1997 - حتى الآن مجلة «وأو» نشرة صادرة عن اتحاد المقعدين اللبنانيين بيروت- لبنان مشرفة على النشرة (عمل تطوعي) – رئيسة التحرير سابقاً
شباط 2012 – حتى الآن منظمة الخليج للاستشارات الصناعية الدوحة – قطر مشرفة وحدة الإعلام والإنتاج الفني
- مسؤولة برنامج التدريب وتطوير القدرات
- رئيسة تحرير «مجلة التعاون الصناعي في الخليج العربي»
- مسؤولة عن مراقبة الجودة لإصدارات المنظمة المختلفة
- مسؤولة التواصل مع الإعلاميين
- مسؤولة الشبكات الاجتماعية والموقع الإلكتروني للمنظمة.
- كتابة الأخبار والتغطيات والبيانات الصحافية والمقابلات الخاصة بالمنظمة والتقارير المتخصصة بنشاط المنظمة الصناعي والبحثي.

أيار 2011 - شباط 2012 ألف انترناشيونال الرياض- السعودية
أيار 2011- آب 2011 مسؤولة العلاقات مع الإعلام في منظمة الخليج للاستشارات الصناعية في الدوحة قطر (مسؤولة عن العلاقات مع الإعلاميين المحليين والإقليميين. مسؤولة عن محتوى الموقع الإلكتروني للمنظمة. كتابة الأخبار والتغطيات والمقابلات الخاصة بالمنظمة والتقارير المتخصصة بنشاط المنظمة الصناعي والبحثي.
تشرين الأول 2010 حتى الآن «إيلاف» – صحيفة يومية إلكترونية الدوحة - قطر
التحرير المركزي - مراسلة (إعداد تقارير حول القضايا العالمية والمواضيع الحدثية. متابعة الأحداث المحلية في قطر: اجتماعياً، اقتصادياً، رياضياً، فنياً، علاقات دولية. تحقيقات محلية قطرية منوعة).
تشرين الثاني 2009 حتى الآن «الحياة»- صحيفة يومية دولية بيروت- لبنان
كاتبة في صفحة العلوم والتكنولوجيا
كانون الأول 2009- آب 2010 بيروت- لبنان
مستشارة للشؤون الإدارية والاعلامية لدى وزير الدولة د.عدنان السيد حسين
كانون الثاني 2010 – أيار 2010 قناة الحرة الفضائية بيروت- لبنان
المشاركة في إعداد موسم من برنامج «هن» (26 حلقة)- برنامج نسائي اجتماعي ثقافي منوع
آب 2007 – 20 حزيران 2009 "العرب" القطرية – صحيفة يومية سياسية الدوحة – قطر
محرر أول- رئيسة قسم الصفحات المتخصصة المنوعة (الإعلام- الاحتياجات الخاصة- البيئة- حقوق الإنسان- السياحة- الصحة- ملحق الأسرة- الفنون)
- المساهمة في إعادة تأسيس الصحيفة بعد توقفها عن الصدور منذ العام 1996
- المساهمة في متابعة العديد من المؤتمرات والمهرجانات والأحداث السياسية والاجتماعية والإعلامية والثقافية المتنوعة: مهرجان الدوحة للأغنية، مهرجان الدوحة الثقافي، مهرجان الجزيرة الدولي للأفلام التسجيلية، مؤتمر الحوار الوطني اللبناني الدوحة مايو 2008، مهرجان الأردن، منتدى الفضائيات والتحدي القيمي والاخلاقي الذي يواجه الشباب الخليجي.
- ديسمبر 2008 متابعة ميدانية للأوضاع الأمنية في جنوب لبنان وخاصة المناطق الحدودية ومواقع اليونيفيل، وإنجاز ملف حول عمليات إعادة الإعمار ونزع الألغام والمساعدات الإنسانية التي تقدمها قوات الطوارئ الدولية.

شباط 2007– حزيران 2007 قناة الجزيرة للأطفال– قناة متخصصة ببرامج الأطفال الدوحة – قطر
كاتبة نص لبرنامج وثائقي سياحي للأطفال «ساعة سفر» (إعداد الحلقة كتابة، وتوزيع النص على فقرات الحلقة مع الوقفات. ضبط اللقطات المعروضة وحذف المشاهد التي لا تتلاءم مع الأطفال. تقطيع المشاهد التي لا تخدم سير البرنامج. اختيار الأفكار لعمل الغرافيك حول أفكار متعلقة بالحلقات).
حزيران 2006 – حزيران 2007 «المرأة العربية» و«لايف ستايل العربية»- مجلتان شهريتان الدمام – السعودية
مراسلة
نيسان 2006 – نيسان 2007 «الحياة»- صحيفة يومية دولية السعودية- قطر - لبنان
محررة ومراسلة
كانون الثاني 2006 – نيسان 2007 «التسويق العربي»– مجلة شهرية متخصصة الدمام – السعودية
كاتبة مواضيع اقتصادية
آذار 2005 - أيار 2006 «الاقتصاد الدولي»- مجلة شهرية الدمام – السعودية
محررة ومراسلة
تشرين الثاني 2005 – شباط 2006 «الأهلي» - مجلة اقتصادية تسويقية الدمام – السعودية
محررة متعاونة
تشرين الثاني 2003 – آذار 2006 «الشرق الأوسط»- صحيفة يومية دولية الدمام – السعودية
مراسلة وكاتبة في صفحات المحليات السعودية والتكنولوجيا والتحقيقات والاقتصاد.
تشرين أول 2003 – آب 2005 «عالم التجارة»- مجلة شهرية اقتصادية الدمام- السعودية
محررة متعاونة
حزيران 2003- حزيران 2005 «نواعم»- مجلة نسائية تسويقية متخصصة الرياض- السعودية
محررة متعاونة
حزيران 2003- آب 2005 «المملكة»- مجلة اجتماعية تسويقية منوعة (جي بي سي) لرياض- السعودية
مديرة التحرير
كانون الثاني 2003 – أيار 2003 «الجزيرة» - صحيفة يومية سياسية سعودية الدمام- السعودية
كاتبة ومترجمة متعاونة في الملاحق الأسبوعية المتخصصة (العالم الرقمي- الإصدار الدولي- مجلة الجزيرة)
كانون الأول 2002- تشرين الثاني 2003 «الوطن» - صحيفة يومية سياسية سعودية الدمام- السعودية
مراسلة لصفحات المجتمع والصحة والجمال والفضائيات والسينما والثقافة
كانون الأول 2002- أيلول 2003 «السفير»- صحيفة يومية سياسية عربية بيروت - لبنان
كاتبة في الصفحات المتخصصة (علوم وتكنولوجيا، شباب، صوت وصورة)
2002 – آذار 2003 Paris je t’aime internationale -مجلة فصلية
مديرة التحرير المسؤولة- كاتبة.
آب 1997- تشرين الأول 2002 صحيفة «السفير»- يومية سياسية عربية بيروت- لبنان
- كاتبة في صفحات المحليات السياسية والاجتماعية والاقتصادية
- متابعة الأحداث غير الاعتيادية كالانتخابات والاعتداءات الإسرائيلية على لبنان، والانسحاب الإسرائيلي من جنوب لبنان..إلخ.
- متابعة الأحداث الثقافية والوطنية الاقتصادية والسياسية والاجتماعية.
- تحقيقات في مختلف المجالات، وفي الصفحات المتخصصة: الشباب والعلوم والبيئة و«صوت وصورة».
- متابعة ملفات متخصصة: الألغام، الأسرى اللبنانيين في السجون الإسرائيلية، حالات الإعاقة، المخيمات الفلسطينية وأوضاع اللاجئين الفلسطينيين في لبنان.
- إعداد وتحرير ملفات وملاحق إعلانية منوعة في «السفير» بالتعاون مع شركة الإعلانات «برس ميديا».

آب 1999- 2000 صحيفة «الاتحاد» الإماراتية بيروت- لبنان
مراسلة كاتبة تحقيقات في مجالات المنوعات والفنون والمجتمع.
1998 مجلة «درة الإمارات» أسبوعية إماراتية بيروت- لبنان
مراسلة
كتابة مواضيع تتعلق بالمرأة والتجميل والأزياء والتجميل الداخلي للمنازل.
1997 «انترناشيونال بيكترز»- وكالة أنباء وتصوير بيروت - لبنان
محررة الأخبار الرئيسية المسؤولة عن توزيع الأخبار والصور
1997 «نهار الشباب» ملحق أسبوعي يصدر عن صحيفة «النهار» بيروت- لبنان
كتابة مقالات في الصفحات المخصصة للشباب.

## عضويات
- عضو في الاتحاد الدولي للصحافة الفرنكوفونية  [لغات أخرى]‏
- عضو The Chartered Institute of Journalists
- عضو مركز الإعلاميات العربيات
- عضو في إتحاد الصحافيين العرب
- عضو في نقابة محرري الصحافة اللبنانية

## المعارض الفوتوغرافية
2001 مشاركة في «المعرض الأول لصور التحرير» الذي نظمته وزارة الإعلام بالتعاون مع نقابة المصورين الصحافيين في القاعة الزجاجية لوزارة السياحة في الذكرى الأولى لتحرير الجنوب.
2002 مشاركة في معرض الصور الذي نظمه «منتدى هدوء نسبي» في المركز الثقافي الروسي.
2012 مشاركة في معرض نقابة المصورين الصحافيين في لبنان تحت عنوان «الصورة البيئية»
حاليا التحضير لمعرض خاص

## الجوائز والتكريم
- 2020 كرمها مركز وتر للموسيقى والفنون عن كتابتها لمسرحية «لبيروت».
- 2004 الجائزة الذهبية الأولى في مسابقة مكتب الأونيسكو الإقليمي في بيروت «جائزة الإعلام في خدمة حقوق الإنسان» التي أطلقت لمناسبة اليوم العالمي لحرية الصحافة للتذكير بأهمية الدور الذي يلعبه الصحفيون في عصر المعلومات عن مجلة «وأو» الصادرة عن اتحاد المقعدين اللبنانيين.
- 2001 جائزة تقديرية عن المشاركة في «جائزة عبد الناصر الثقافية للشباب».
- 2000 التأهل إلى المرحلة النهائية في الدورة الثانية لجائزة برنامج الأمم المتحدة الإنمائي عن فئة الصحافة المكتوبة.
- 1997 جائزة صحيفة «نهار الشباب»- صحيفة النهار اللبنانية عن مسابقة «لبنان بالقلم والصورة».
- كرمتها العديد من الجهات التي عملت معها في لبنان والمملكة العربية السعودية ودولة قطر.

## الصفحات الشخصية
الصفحة الشخصية على موقع "فايسبوك: https://www.facebook.com/jaberabir?ref=hl
الصفحة الشخصية على موقع تويتر https://twitter.com/abirjaber
الصفحة الشخصية على موقع «لنكدإن»لنكدإن: http://qa.linkedin.com/pub/abir-jaber/39/b9/124

## وصلات خارجية
- موقع «الاقتصادي كوم» دليل الشخصيات العربية
- مسرحية «لبيروت» سيناريو وحوار عبير عادل جابر https://www.youtube.com/watch?v=uaFm4amPYFA